# Clarkson Valley
Clarkson Valley és una població dels Estats Units a l'estat de Missouri. Segons el cens del 2000 tenia 2.675 habitants.

## Demografia
Segons el cens del 2000, Clarkson Valley tenia 2.675 habitants, 884 habitatges, i 818 famílies. La densitat de població era de 383,9 habitants per km².
Dels 884 habitatges en un 42,2% hi vivien nens de menys de 18 anys, en un 89,8% hi vivien parelles casades, en un 1,2% dones solteres, i en un 7,4% no eren unitats familiars. En el 6% dels habitatges hi vivien persones soles l'1,8% de les quals corresponia a persones de 65 anys o més que vivien soles. El nombre mitjà de persones vivint en cada habitatge era de 3,03 i el nombre mitjà de persones que vivien en cada família era de 3,16.
Per edats la població es repartia de la següent manera: un 27,9% tenia menys de 18 anys, un 5,6% entre 18 i 24, un 19,1% entre 25 i 44, un 39,7% de 45 a 60 i un 7,6% 65 anys o més.
L'edat mediana era de 44 anys. Per cada 100 dones de 18 o més anys hi havia 100,2 homes.
La renda mediana per habitatge era de 153.933 $ i la renda mediana per família de 156.489 $. Els homes tenien una renda mediana de 100.000 $ mentre que les dones 48.438 $. La renda per capita de la població era de 63.563 $. Entorn del 0,5% de les famílies i el 0,4% de la població estaven per davall del llindar de pobresa.

## Poblacions més properes
El següent diagrama mostra les poblacions més properes.